# Zvole (kraj ołomuniecki)
Zvole (niem. Schmole) – gmina w Czechach, w powiecie Šumperk, w kraju ołomunieckim. Według danych z dnia 1 stycznia 2012 liczyła 822 mieszkańców.